# Dominique Denry
Dominique Denry, né le 19 mars 1948 à Saint-Valery-en-Caux (Seine Maritime) et mort le 5 juin 2021 à Sassetot-le-Mauconduit, est un sculpteur français de la fin du XXe siècle et début XXIe siècle qui revisite les grands thèmes classiques de la sculpture.

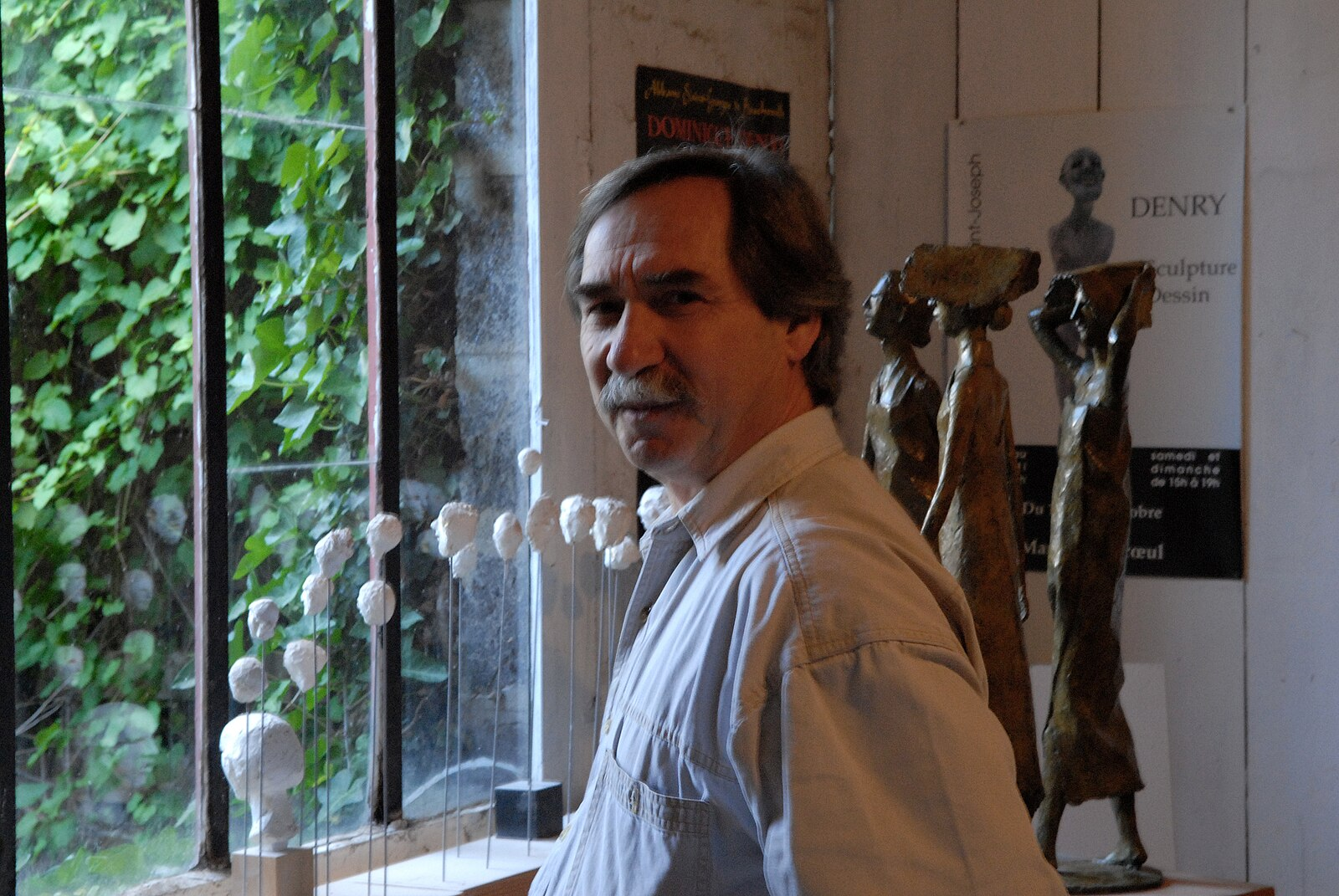
Dominique Denry dans son atelier à Rouen, 1990

## Biographie

### Famille
Né dans une famille avec un fort tropisme artistique, petit-fils aîné d’une grand-mère artiste peintre, Marie-Antoinette Berthet (1895-1931), et d’un oncle sculpteur, Louis Lepicard (1928-2004), il baigne dès son plus jeune âge dans le dessin, le modelage, les matières et les couleurs. Ses dispositions l’amènent très jeune vers la sculpture.
Dominique Denry épouse Brigitte Vanbesien en 1970, avec laquelle il a deux enfants : Juliette, architecte DPLG, née en 1972 et Antoine, né en 1973. Il a cinq petits-fils.

### Parcours artistique

#### Formation
Il étudie aux Beaux-Arts de Rouen, puis à Lille (Nord) où il suit les cours d’Émile Morlaix, Prix de Rome en sculpture, de Perrin en dessin et de Marie-Noëlle Goffin en gravure, modèle vivant et sculpture.
À sa sortie des Beaux-Arts, il s’installe dans un premier temps dans un atelier de la Villa Médicis à Lille, puis grâce à sa rencontre avec l’architecte libanaise Helena Sugareva, il participe à la création de la ville nouvelle de Lille – Villeneuve d’Ascq, s’installe et restaure La Ferme d’En Haut avec le soutien d’autres artistes graveur, peintre et céramiste. Avec ces ateliers spacieux situés à la lisière de Lille, il entame la première partie de son parcours d’artiste.
En parallèle, une partie de son temps est consacrée à la restauration de Monuments Historiques dans le Nord, en Normandie, en Savoie, et en Touraine. Toutes ces restaurations sont largement documentées aux Archives Départementales.

#### Débuts dans le Nord
La première partie de son œuvre personnelle, étalée sur une dizaine d’années, est consacrée au marbre et traduit un monde parcellaire, « le corps en morceaux », un univers qui évoque de manière synthétique des entités de personnages, des torses polis. Ces œuvres symbolisent un monde en perpétuelle évolution, en train d'apparaître ou de disparaître, reflétant la durée et la lenteur de l’accomplissement. Ces sculptures sont réalisées en pierre de Soignies, en marbre de Belgique ou en marbre blanc de Carrare.

#### Retour en Normandie
Son retour en Normandie en 1985 à Rouen, où il installe son atelier près du Jardin des Plantes, marque le début d’une seconde période durant laquelle il se consacre à la sculpture de corps entiers modelés en plâtre puis en bronze, qui l’accompagnera jusqu’à la fin de sa vie.
Cette période est marquée par des collaborations successives avec les grandes fonderies de France: tout d’abord Susse et Clémenti à Paris, puis Barthélémy à Crest (Drôme) où son travail trouvera une qualité d’exécution remarquable.
Les bronzes de cette deuxième partie de son œuvre sont liés à l’univers maritime de son enfance. Les séries des Baigneuses, de L’Heure du bain, ou du Rituel du Bain sont toutes inspirées de ce monde minéral, fossilisé, à la lumière changeante. Les personnages sont traités avec un épiderme déliquescent, déchiré par les outils, qui rappelle la rouille, l’outrage du temps, la putréfaction des corps, les zones lacunaires rappelant les vestiges de la mer, les treuils cabestans, et les ancres de marine.
Par ailleurs, des formes plus classiques, évoquant les baignades, les conversations sur la plage, les bains de soleil s’inscrivent dans le paysage des falaises et des valleuses du pays de Caux.
Profondément marqué par le gisant de Philippe Caverel de la cathédrale Notre-Dame-et-Saint-Vaast d'Arras, il réalise des personnages figés dans une forme d’éternité, détachés du monde.
Les thèmes abordés à la fin de sa vie sont liés à la figure féminine, à la mer, mais aussi à la danse ou à la conversation.
Il sculpte ainsi plusieurs figures mondaines, parmi lesquelles Les Élégantes, dont les drapés enrobant et les capelines dentelées soulignent la grâce des personnages féminins.
L'association des Amis de Dominique Denry est lancée fin août 2021 pour lui rendre hommage,.

### Œuvre
Son œuvre représente plus de 300 sculptures, 400 dessins, ainsi que plusieurs peintures.
Ses inspirations sont diverses : Phidias, Alberto Giacometti, Auguste Rodin, Henry Moore, ou encore Eugène Dodeigne qu’il a connu personnellement.
Parmi les œuvres figurant dans le domaine public, on peut citer la sculpture monumentale Au bout de l’errance, à Rouen, qui commémore le bombardement de la ville, Place du 19 avril 1944, et L’Heure du Bain sur la plage de Fécamp,.
Plusieurs autres œuvres s’inscrivent ainsi dans le patrimoine urbain et historique de communes et villes françaises.

#### Art profane
- Sculpture monumentale à la DDE de Lille – 1983 avec l’architecte Riccardo Porro
- Médaille en bronze pour la ville de Mont St Aignan – 1989 - Monnaie de Paris
- Au bout de l’errance, 1995 - Place du 19 avril 1944, Rouen
- Océanide – 1998 - St-Valéry en-Caux (Seine-Maritime)
- Le rituel du Bain, 2017 - Place de l’éclipse, Fécamp
- Flore – 2024, Sénat, Paris

#### Bustes
- Jacques Maury – Ile Lacroix, 1992 - Rouen
- Sissi, impératrice d’Autriche, 2012 - Sassetot-le-Mauconduit (Seine-Maritime)
- Louis Bouilhet, 2021 - Cany-Barville (Seine Maritime)

#### Art religieux
- Cathédrale de Rouen, 1985-1990
- Chapelle de Saint Martin de Boscherville, chapiteaux de la salle capitulaire, 1988
- Église de Rueil-Malmaison, statues des apôtres Pierre et Paul, 1990
- Retables des églises de Bollezeele et Steenbecque, 1997
- Harfleur, portail de l'église, 1999
- Chapelle d’Eu, blason des archevêques de Dublin, 2004
- Abbatiale Saint-Ouen de Rouen, Statue de vierge folle, 2005

### Distinctions
- Médaillé Arts, Sciences et Lettres, 2005
- Prix Taylor de Sculpture du Salon d’Automne, Paris, 2004
- Prix Baumel Schwenck – Salon National des Beaux-Arts, Carrousel du Louvre, 2008